# Vracov
Vracov település Csehországban, Hodoníni járásban. Vracov Vlkoš, Těmice, Strážnice, Skoronice, Ratíškovice, Rohatec, Ježov, Kelčany, Žeravice, Žádovice, Vacenovice, Bzenec és Petrov településekkel határos. Lakosainak száma 4502 fő (2024. január 1.).

## Népesség
A település lakosságának változását az alábbi diagram mutatja:
| Lakosok száma | 2574 | 3594 | 3825 | 4335 | 4296 | 4484 | 4553 | 4557 | 4399 | 4502 |
|               | 1869 | 1900 | 1921 | 1961 | 1980 | 2011 | 2016 | 2019 | 2021 | 2024 |